# نشانی (مجموعه تلویزیونی)
نشانی سریالی است به کارگردانی رامبد جوان که در سال ۱۳۸۷ در ایام نوروز از شبکه ۲ سیما به روی آنتن رفت.
بخش‌هایی از این سریال در شهر دبی در امارات متحده عربی ساخته شده و گروه تولید این مجموعه، به‌مدت ۱۵ روز در این شهر بودند تا سکانس‌های مربوط به آن را فیلم‌برداری کنند.

## داستان
"مه لقا" زن متمول ايرانى و صاحب چند شركت بزرگ در خارج از كشور است، كه به فكر سروسامان دادن به زندگى برادرزاده ٢٨ ساله خود "لیلا" است. لیلا كه در ايران متولد شده پس از مرگ پدر و مادرش در كودكى از ايران رفته و نزد عمه اش زندگى مى كند. مه لقا تصميم مى گيرد به لیلا كه حالا درگير بدهى هاى بزرگى شده كمك كند، اما...

## بازیگران
- داود رشیدی
- پروانه معصومی
- رامبد جوان
- پرویز پورحسینی
- آتنه فقیه‌نصیری
- فقیهه سلطانی
- فلورا سام
- کوروش تهامی
- سعید پورصمیمی
- برزو ارجمند
- امیرحسین صدیق